# Desperado (canción)
"Desperado" es una canción del grupo de rock Eagles, escrita por Glenn Frey y Don Henley. Aparece por primera vez en el álbum de 1973 Desperado, y después en numerosos álbumes recopilatorios.
En 2004, la revista Rolling Stone la eligió en el puesto 494 en su lista de 500 Mejores Canciones de Todos los Tiempos. Es una de las canciones más famosas de la banda, así como una de sus más grandes composiciones.
Ha sido versionada repetidamente desde su lanzamiento, por cantantes tan disímiles como Linda Ronstadt, The Carpenters, Kenny Rogers, Johnny Cash, Andy Williams, Neil Diamond y Lynda Carter.
- Datos: Q4037259